# جاك كونواي
جاك كونواي (بالإنجليزية: Jack Conway)‏ هو محامي وسياسي أمريكي، ولد في 5 يوليو 1969 في لويفيل في الولايات المتحدة. حزبياً، نشط في الحزب الديمقراطي. وقد انتخب Attorney General of Kentucky ‏ (7 يناير 2008 – 4 يناير 2016).

## وصلات خارجية
- الموقع الرسمي